# 香港2006年12月

## 12月28日
- 恒生指數突破第二個萬關，達歷史新高點。收市報20001.91點，上升276.18點（即1.4%），成交542.9億。明報即時新聞[]
- 中國城市競爭力研究會發表研究報告，香港的整體競爭力連續5年為兩岸四地289個城市之首。同時被譽為「世界活力之都」及「中國十大品牌城市」之首。在中國城市誠信政府排行榜中同為第一。星島、明報[]、蕃薯藤、亞洲電視

## 12月27日
- 受昨日恆春地震影響，導致海底通訊電纜受損，香港和鄰近地區的網絡中斷，不能連接台灣和海外網站。明報
- 在香港經營15年的美式連鎖快餐集團哈迪斯，以「未能就特許經營牌照續約達成協議」為理由，宣佈於翌日結束剩下的中環及馬鞍山分店，全線停業。 明報世界日報文匯報商業電台[永久]

## 12月26日
- 香港時間晚上8時28分，香港天文台之地震儀錄得一次輕微地震，部份市民致電天文台查詢，少數則走到街上暫避。震央位於呂宋海峽，即台灣高雄之東南。香港電台123明報香港政府新聞網商業電台亞洲電視大公報

## 12月25日
- 中環聖約翰聖堂進行聖誕節子夜彌撒後，堂外兩個燭台發生火警。消防處調查後認為起火原因有可疑，警方則認為是因為燭火太盛。明報

## 12月24日
- 工商及科技局首席助理秘書長杜潔麗在時事論壇節目《城市論壇》上稱，政府對網上侵權行為是否刑事化，沒有既定立場，希望透過向公眾徵詢從長計宜。明報

## 12月23日
- 香港浸會大學兒童發展中心與非政府社會服務機構「親切」調查顯示，不足四成受訪港人感到香港是一個共融社會。明報

## 12月22日
- 民政事務總署署長陳甘美華刊登憲報，宣布沙田區區議員（錦英選區）黃國雄民選議員席位已於12月19日懸空。黃國雄於去年因觸犯《防止賄賂條例》的罪行被定罪，而他的上訴申請已在12月19日被高等法院上訴庭駁回。選舉管理委員會將於三個月內安排補選。香港特區政府網站（页面存档备份，存于）
- 四名元朗水蕉老圍村的村民，因烹吃狗隻在屯門裁判法院被判入獄一個月，成為《貓狗條例》生效以來首宗違例入獄的案件。裁判官駁斥被告說吃狗肉是飲食文化的辯解，判處入獄是要重視動物的生存權利。【案件編號：TMCC4134/06】明報1、明報2

## 12月21日
- 香港中文大學生物化學系副教授陳竟明指出，繼毒蛋毒魚，用萬壽無疆杯等搪瓷載咖啡或酸性飲料等，釋有毒金屬，可致命。 明報港聞 A明報港聞 B

## 12月20日
- 香港電燈公司將會提出七年內第五度調高電費，加幅達3%，被民間團體批評為「為富不仁」。蘋果日報

## 12月19日
- 香港樹仁學院獲行政長官會同行政會議批准，正式升格為大學，成為香港首間私立大學。教統局局長李國章建議香港學術評審局每5年跟進樹仁大學的教學質素。明報即時新聞、星島、樹仁大學新聞發布、政府新聞公報（页面存档备份，存于）
- 政府拍賣山頂奇力山加列山道住宅用地，由新鴻基地產以18億港元投得，每呎樓面地價4.2萬元，屬歷史新高，而成交價較勾地底價高出1.34倍。經濟通[]
- 立法會工務小組審議政府有關中九龍幹線的撥款，因政府不肯承諾原址保留油麻地警署，撥款被否決。明報

## 12月18日
- 2006年保留舊中環天星碼頭事件：土木工程拓展署證實，已經拆卸的愛丁堡廣場碼頭鐘樓，已經送往填料庫，作為填料之用，並因為已混合了其他建築廢料，無法還原。香港電台
- 地鐵及九鐵完成研究，定出將來兩鐵合併後員工統一的聘用條款，建議現有的薪金及津貼不變。明報（页面存档备份，存于）
- 有調查發現，香港年輕人婚前性行為漸趨增加，擔心未成年懷孕的情況越見嚴重。 明報（页面存档备份，存于）
- 食物環境衞生署和警方採取聯合行動，在元朗破獲一非法屠場。 明報（页面存档备份，存于）

## 12月17日
- 香港兩大勞工團體職工盟及工聯會促請僱主在明年加薪至少6.5%。明報[]
- 民主黨舉行周年大會，改選正、副主席，何俊仁以大比數擊敗陳竟明，當選新主席，而單仲偕與狄志遠則當選副主席。星島
- 參加多哈亞運會的香港代表團載譽歸來，民政事務局常任秘書長林鄭月娥在歡迎儀式上宣佈將在將軍澳興建室內單車場。明報1、2[]、星島日報
- 歌手陳冠希在澳門旅遊塔進行笨豬跳，以233米成功打破。 蘋果日報
- 香港政府籌備的香港特別行政區成立十周年紀念活動，至今只籌得約2,000萬港元。 星島日報[]
- 香港氣溫跌至攝氏12.6度，創下今年入冬以來的低溫紀錄，一名107歲高齡的女人瑞凍死。 成報
- 香港特首候選人公民黨梁家傑發表有關香港教育政策的看法，建議將免費教育擴展至學前教育及高中，並停止大學削資。 明報[]

## 12月16日
- 前政務司司長陳方安生出席一個研討會時，呼籲政府立即表明對政黨在管治體系中角式的意見，及如何推動政黨政治，並希望曾蔭權表態競逐連任香港特首。星島日報[]、明報[]
- 漁農自然護理署與珊瑚礁普查基金調查香港珊瑚的健康狀況，整體結果令人滿意。 明報[]
- 中國大陸淡水魚早上在香港市面恢復供應，售價升約30%。 明報[]
- 開幕第2日的香港環球嘉年華仍有4款機動遊戲未能投入服務，而部份攤位遊戲被質疑難度過高。 星島日報

## 12月15日
- 何文田基督教女青年會丘佐榮中學在陸運會期間發生意外，一名12歲中一男生早上在九龍仔運動場參加接力比賽後突然暈倒，被送院搶救一小時後死亡。明報
- 香港環球嘉年華幕首日出現混亂，大部份機動遊戲未能開放，跳樓機和過山車曾出現故障。 明報
- 美國國務院發表聲明，歡迎香港特首選舉的過程中有公眾參與的成份。 明報
- 香港立法會通過2007年2月1日起，綜援的標準金額及傷殘津貼調高1.2%，每年增加經常開支1.83億港元。 明報[]
- 2006年保留舊中環天星碼頭事件：有人在香港獨立媒體網站刊登了房屋及規劃地政局局長孫明揚的住宅電話號碼，呼籲支持要求停止舊中環天星碼頭的人士致電，這令到其家人感到滋擾。 明報[]
- 香港氣溫明顯轉冷，香港天文台於清晨錄得攝氏14.7度，為今年入冬以來最低紀錄。 明報[]

## 12月14日
- 患有先天橫膈膜疝的高琳琳九天生命日記(網誌)，感動特首曾蔭權，曾通過特首辦公室發信予其父親高展鵬及母親文琪(網誌作者)表祝福。 蘋果日報1 星島日報1[] 蘋果日報2 星島日報2
- 香港衛生署發現兩個男同性戀者集體感染愛滋病群組，顯示病毒正在香港快速蔓延。 明報、成報[永久]
- 來自中國大陸的一名女博士生，涉嫌向香港城市大學一名教授行賄，在九龍城裁判法院被判入獄6個月及充公1萬港元賄款。 蘋果日報
- 香港總商會主席艾爾敦對目前香港股市的新股炒風熾熱表示關注。 星島日報
- 香港特區政府民望大跌，信任度跌至44%，較3個月前急跌16個百分點。 明報
- 天主教香港教區主教陳日君明確表示，教區決定將《校本條例》的司法覆核直接上訴至香港終審法院。 明報[]
- 亞洲遊戲展在香港會議展覽中心舉行，再售800部PS3。 明報
- 香港國際機場第二個機庫啟用，可同時容納4架不同體積的客機進行維修。 明報

## 12月13日
- 單車手張敬煒在多哈亞運40公里場地記分賽勝出，為香港取得第6面金牌。 明報
- 領匯堅持在龍翔中心興建匯診中心，將附近屋村的醫生、牙醫及化驗所集中一地，引起醫生組織不滿。 星島日報[]
- AC尼爾森一項調查發現，香港人今年的消費首選為投資股票及基金，有別於以往的戶外娛樂及外出旅遊。 文滙報
- 2006年保留舊中環天星碼頭事件：12月12日闖進清拆中的愛丁堡廣場碼頭的示威人士，終被警方逐一抬走。 都市日報

## 12月12日
- 2006年保留舊中環天星碼頭事件：十多名示威者，包括立法會議員梁國雄，闖入拆卸中的愛丁堡廣場碼頭地盤，準備通宵留守，並有人爬上鐘樓，要求會見房屋及規劃地政局局長孫明揚。明報、維基新聞
- 鴨脷洲利東邨郵政局發生劫案，郵局损失港幣七萬元現金。 明報[]
- 水警採取行動，緝獲歷來最大宗皮草走私案。 明報（页面存档备份，存于）
- 因非法上載電影而被定罪的香港網民陳乃明，其上訴被高等法院駁回，需即時入獄三個月。 明報[]、香港司法機構判案書(英文)（页面存档备份，存于）
- 香港電燈擬於2007年加價4%，中華電力則可能繼續凍結收費，意味著維港兩岸的電費差距可能將會拉闊達40%。 明報

## 12月11日
- 選舉委員會界別分組選舉中，泛民主派137名泛民候選人，有114人當選。連同香港立法會20名泛民議員，選委會有134名屬泛民人士。明報
- 由香港歷史建築「甘棠第」改建的香港孫中山紀念館正式開幕。紀念館官方網站（页面存档备份，存于）
- 前任基本法起草委員羅德丞，中國政協港區委員，因心臟問題在瑪麗醫院病逝，年71歲。 明報
- 藝人張學友的菲籍女傭，偷竊僱主相片及信件罪名成立。 明報（页面存档备份，存于）
- 滑浪風帆選手陳敬然，在多哈亞運男子輕量級賽事中九場賽事全勝，取得香港在今屆亞運的第5面金牌。何智豪則在男子米氏板重量級中得銀牌。陳慧琪在女子滑浪風帆中得銀牌。  明報 明報[] 明報
- 中國大陸突然停止由陸路輸送的海鮮到香港，海產價格大幅上升。成報[永久]、頭條日報（页面存档备份，存于）
- 世界殯儀館以9,120萬港元奪得永恒殯儀館的經營權，香港殯儀業界擔心出現壟斷。 明報
- 西灣河逸濤灣旁邊一個位於官地的高爾夫球練習場，在居民投訴受滋擾的情況，地政總署仍批准續約兩年，被批評「見錢眼開」。 明報

## 12月10日
- 選舉委員會界別分組選舉舉行。選舉共有56,152多人投票，累積投票率為27.44%。明報、選舉管理委員會（页面存档备份，存于）
- 香港國際賽事在沙田馬場舉行，香港取得兩場勝利，包括香港短途錦標的騏綵及香港一哩錦標的星運爵士。香港瓶則由英國代表煤礦山勝出，而香港盃冠軍則是法國代表馬自豪。香港賽馬會（页面存档备份，存于）
- 2006年歡樂滿東華慈善籌款晚會在星期六至凌晨假將軍澳電視廣播城舉行。 明報（页面存档备份，存于）
- 民政事務局計劃設立文物發展基金，資助復修香港歷史建築，以及收購私人業權的歷史建築。 成報
- 有團體指出沙田望夫石及灣仔姻緣石等岩石受塗鴉嚴重影響，漁農自然護理署則表示檢控塗鴉存有困難。 明報
- 九廣鐵路主席田北辰表示，落馬洲支線可於2007年中通車。 明報

## 12月9日
- 民間人權陣線廿多名成員繞香港立法會大樓外倒後遊行，抗議選舉委員會界別分組選舉是小圈子選舉，亦是民主倒退。明報
- 烏溪沙青年新村被揭發50多棵大樹樹冠被削，地貌被嚴重破壞，民政事務局否認砍樹與香港體育學院改建有關。 明報
- 第41屆工展會於銅鑼灣維多利亞公園揭幕，以「創新科技」為主題。 明報
- 香港浸會大學研究發現，香港6種鹹水魚及淡水魚樣本含有可致癌農藥滴滴涕，30%魚種更超出人類可攝取的安全上限。 明報
- 即將清拆的九龍城衙前圍村，舉行最後一次的太平清醮。 明報

## 12月8日
- 以經營零團費旅行團著名的通寶網際旅行社倒閉，約20名導遊被拖欠達100萬港元的墊支費及小費。 明報
- 中國通信服務（港交所：552）、招金礦業（港交所：1818）及奧普（港交所：477）同時於香港交易所掛牌，首日股價升幅達26%至85%。 星島日報、香港商報
- 廣深鐵路出現故障，九廣鐵路6班來往九龍及廣州的直通車取消，數千名乘客受到影響。 文滙報、明報
- 多哈亞運，羽毛球女單賽香港代表葉姵延及王晨雙雙進入決賽，陳潤滔於75公斤級健美取得金牌，李致和則在三項鐵人取得銀牌。 明報
- 電訊盈科旗下的now寬頻電視奪得2008年歐洲國家盃香港獨家播放權。 明報
- 2006年世界電信展正式閉幕，共吸引約62,000人次參觀，工商及科技局局長王永平表示香港政府考慮再度申辦。 明報

## 12月7日
- 澳門運輸工務司司長歐文龍涉嫌嚴重受賄，
並進行非法金融活動而被捕。BBC（页面存档备份，存于）、新華網（页面存档备份，存于）、大公報、明報、星島日報（页面存档备份，存于）
- 多哈亞運女子單打決賽，香港選手帖雅娜以3-4敗於中國選手郭躍，取得銀牌。明報
- 食物安全中心驗出3個海魚樣本含致癌物質硝基夫喃，包括來自中國大陸的黃立倉，以及來自菲律賓的老虎斑及杉斑。 明報
- 香港房屋協會將於下個月以居屋形式，出售屯門景新臺576個單位，售價由81萬至140萬港元，單位已空置4年。 明報
- 聯合國大學世界發展經濟研究所研究指出，香港的人均財富淨值達20.2萬美元（即157.7萬港元），為全球第一，外匯儲備則以1327億美元排第七。  明報

## 12月6日
- 45名立法會議員致函國家主席胡錦濤及國務院總理溫家寶，要求中國大陸以人道理由，准許被指犯間諜罪判監的程翔保外就醫。星島
- 民政事務局表示，舊中環天星碼頭並非法定古蹟，或者已評級的歷史建築，文物價值不足，不會保存原址。星島
- 立法會通過《2006年防止殘酷對待動物（修訂）條例草案》，提高虐待動物的罰則至罰款20萬元和監禁3年。維基新聞
- 香港華籍騎師賴維銘在跑馬地馬場舉行的香港國際騎師錦標賽第3關賽事中發生墮馬意外，被送往瑪麗醫院救治，其額頭及手腕受傷。明報
- 香港「乒乓孖寶」李靜及高禮澤，在多哈亞運男子雙打賽，擊敗中國的马琳及陈玘，為香港取得金牌。明報
- 私立小學培正小學計劃於2007年起率先以自資方式，逐步改為小班教學。 星島日報（页面存档备份，存于）
- 中國國務院港澳辦已初步批准興建深港東部通道（深圳蓮塘至香港香園圍口岸）的研究工作。 文滙報
- 衛生福利及食物局局長周一嶽表示，為遏止中國大陸孕婦來港分娩，不排除以發出通行證的方法，沒有通行證將不獲醫療服務的保證。 都市日報

## 12月5日
- 財政司司長唐英年突然宣布，
暫停推介商品及服務稅(GST/銷售稅)。明報（页面存档备份，存于）、星島日報（页面存档备份，存于）
- 零售業界對政府暫停推介商品及服務稅均表支持。明報1（页面存档备份，存于）、2（页面存档备份，存于）、3[]
- 荃灣楊屋道街市有婦人被聲稱可將現金倍增的祈福黨騙徒騙取60萬港元。 明報（页面存档备份，存于） 太陽報（页面存档备份，存于） 星島日報（页面存档备份，存于） 明報（页面存档备份，存于） 東方日報（页面存档备份，存于）
- 位於上水莆上村的應龍家塾，獲2006年聯合國教科文組織亞太區文物古蹟保護榮譽獎。 明報（页面存档备份，存于）
- 有調查指出，香港生活指數的全球城市排名創自1990年的新低，由去年的18位大幅跌至79位。 明報（页面存档备份，存于）

## 12月4日
- 選舉委員會資訊科技界候選人，電訊盈科董事會主席李澤楷和另外六名候選人，向資訊科技界選民發出的宣傳單張，以「齊心爭取真民主」為題，表明支持重視民主發展的特首候選人，又要求新一屆特首加快香港民主進程，更說會利用其國際網絡，令香港變得更民主。蘋果日報
- 上水一間小學懷疑發生學生集體食物中毒事件。明報（页面存档备份，存于）
- 2006年世界電信展正式揭幕，場內展示多款嶄新科技，吸引大量市民入場參觀。 明報（页面存档备份，存于）、成報
- 香港九大院校的聯招截止申請，最多人報讀的課程為商業課程，其次為社工。 明報（页面存档备份，存于）
- 孫中山紀念館落實於今年12月12日開幕，但真正擁有的文物只有3件，其餘絕大部份都是借回來。 明報（页面存档备份，存于）

## 12月3日
- 香港隊在多哈亞運奪得首面金牌，黃金寶在單車公路賽以3:45:02取得第一名。明報（页面存档备份，存于）
- 2006年世界電信展在亞洲國際博覽館開幕，共有650個參展商參展。 星島日報（页面存档备份，存于）
- 領匯擬於黃大仙龍翔中心建立醫療中心，因此擬逼遷黃大仙中心的診所到新址，遭到醫生團體強烈不滿。 成報
- 台灣佛教大師星雲大師最後一次訪問香港，為其墨跡展覽開幕。 明報[]
- 香港八大院校圖書館將於2007年起陸續爆滿，因此計劃設立超過1萬平方米，並可容納超過560萬冊書的「聯校藏庫」。 明報[]
- 旅遊雜誌《商旅》評選香港為「全球最受歡迎城市」，網上旅遊雜誌SmartTravelAsia.com則評選香港為「最佳亞洲商業城市」。 明報（页面存档备份，存于）

## 12月2日
- 大埔太和中心發生棚架倒塌意外，5人受傷。 明報（页面存档备份，存于）
- 全國人大常委會委員長吳邦國今日抵港訪問3日，主持明日開幕的「2006年世界電信展」。明報[]
- 在多哈亞運，香港隊選手偉麗在女子舉重53公斤級別以總成績207公斤奪得銅牌，為香港隊首面獎牌。明報（页面存档备份，存于）
- 二級歷史建築薄扶林伯大尼修院發生火警，懷疑有人在現場丟棄煙頭引起。 明報（页面存档备份，存于）
- 珀麗灣客運兩條接駁巴士線於2007年起加價五成，珀麗灣居民強烈未被諮詢。 明報（页面存档备份，存于）
- 1萬1千名傷殘及健全的人士，在維多利亞港兩旁創造10分鐘內齊敲擊樂器的健力士世界紀錄。 明報（页面存档备份，存于）
- 一個動物權益關注小組在中環遮打花園發起哀悼晚會，表達對近月中國政府捕殺犬隻的行動表示強烈不滿。  維基新聞

## 12月1日
- 九龍灣企業廣場五期發生四級大火，濃煙遠至香港島亦能清晰看見。 明報（页面存档备份，存于）、東方日報（页面存档备份，存于）
- 候任世衛總幹事陳馮富珍下午抵港，逗留三日，稍後會與特首曾蔭權會面。明報[]
- 民主黨九龍城區議員馮競文被裁定提供虛假文件騙取租金罪成，判囚18個月，另一名區議員劉定邦則無罪釋放。明報[]
- 葵涌火葬場職員投訴，他們發現骨灰袋與一棺木上的名字不同，而主管要求殯儀職員開棺核對，懷疑程序出錯。而該名職員也表示，當他們向署方投訴後，遲遲沒有結果，而他亦被調回歌連臣角火葬場，懷疑食物環境衞生署隱瞞事件。明報（页面存档备份，存于）
- 天主教香港教區主教陳日君樞機批評江蘇徐州教區冊封王仁雷為輔理主教，破壞教會「合一」，傷害國家利益。明報[]
- 香港中文大學研究發現，香港市面的鱷魚肉逾九成由蜥蜴肉及蛇肉冒充。 成報
- 《保護瀕危動植物物種條例》正式生效，漁農自然護理署表示蘇眉、淡水龜和沉香木等已被列為瀕危物種，並限制進口。 明報[]